# VP Records
VP Records est un label discographique américain de musique jamaïcaine, basé dans le Queens, à New York.

## Histoire
Vincent Chin et sa femme Patricia (les initiales de leurs prénoms donnèrent par la suite VP), originaires de Kingston, en Jamaïque, commencent dans l'industrie de la musique en s'occupant des jukebox des bars à travers toute l'île. En 1958, le succès grandissant du Chin's Jukebox Record aboutit à la construction d'un magasin dans le centre de Kingston. Quelques années plus tard, le couple Chin ouvre Studio 17, un studio d'enregistrement qui sera fréquenté par les plus grands noms du reggae comme Bob Marley, Peter Tosh, Gregory Isaacs, entre autres. Dans le milieu des années 1970, les Chin décident de s'implanter en Amérique en pleine croissance du marché de la musique caribéenne aux États-Unis.
En 1979, le Queens (New York), devient le fief du magasin de disques puis, en 1993, du label VP Records. Le label s'impose comme l'un des premiers et des plus grands labels indépendants de reggae et de dancehall, et avec la popularité du son riddim du début des années 2000, le label obtient un succès mondial pour des artistes tels que Sean Paul grâce à ses accords avec Atlantic Records de Warner Music Group et Virgin Music Canada. Le label est également souvent accrédité pour avoir augmenté la popularité du désormais mondialement reconnu Elephant Man, également connu sous le nom de Energy God ou Ele, par le biais d'un accord avec Bad Boy Records. VP Records a adopté le slogan Miles Ahead in Reggae Music pour signifier qu'il peut être considéré comme l'avenir de la musique originaire des Caraïbes. Outre le reggae, VP est également connu pour sa musique dancehall, soca et reggaeton. VP publie également une série d'albums Riddim Driven, qui reprennent les morceaux de différents artistes en utilisant le même rythme. The Biggest Reggae One-Drop Anthems est une série de compilations reggae sur CD lancée en 2005 par Greensleeves Records ; Greensleeves a été racheté par VP en 2008, et avec le catalogue de Greensleeves de plus de 12 000 chansons, VP devient le plus grand label et éditeur de reggae au monde. VP a également publié la série de compilations Strictly the Best, qui a maintenant atteint plus de 50 volumes.

## Groupes et artistes
Les groupes et artistes présents sur le label en 2010 incluaient :
- Assassin
- Beres Hammond
- Bounty Killer
- Bunji Garlin
- Bushman
- Capleton
- Don Campbell
- Edwin Yearwood
- Elephant Man
- I Wayne
- Junior Kelly
- Kiprich
- Lady Saw
- Lexxus
- Luciano
- Mavado
- Mikey Spice
- Morgan Heritage
- Richie Spice
- Sanchez
- Sean Paul
- Spice
- T.O.K.
- Tanto Metro and Devonte
- Tanya Stephens
- Warrior King
- Wayne Wonder
- Patoranking
- Stonebwoy

## Discographie

### Albums
- 2004 : Gangsta Blues - Tanya Stephens
- 2004 : Stay Focus - Sizzla
- 2004 : Strip Tease - Lady Saw
- 2004 : Buju and Friends - Buju Banton
- 2004 : Reign of Fire - Capleton
- 2005 : Freedom Blues - Jah Cure
- 2005 : Full Circle - Morgan Heritage
- 2005 : Unknown Language - T.O.K.
- 2006 : Hey - Voicemail
- 2007 : Gully Sitt'n - Assassin
- 2007 : Gangsta for Life - Mavado
- 2007 : True Reflections - Jah Cure
- 2007 : Intoxication - Shaggy

### Compilations
- Série des Strickly the Best (55 à ce jour)
- Série des Reggae Gold (Reggae Gold, 1993 à 2019)
- Série des Soca Gold (Soca Gold, 1997 à 2016)

### Riddim Driven
Quelques riddims qui firent la célébrité de VP Records.
- 2001 : Buy Out Riddim
- 2004 : Doctor's Darling Riddim
- 2004 : Dancehall Rock Riddim
- 2006 : Baddis Ting Riddim
- 2006 : Ready and Willing Riddim
- 2006 : Wild 2 Nite Riddim
- 2006 : Smash Riddim
- 2006 : Full Draw Ridim
- 2006 : Jam Down Riddim
- 2006 : Tremor Riddim